# Сііз де Вроґд
Сііз де Вроґд (англ. Cees de Vreugd, 9 березня 1952, Катвейк, Нідерланди — 7 жовтня 1998 Нідерланди) — колишній нідерландський стронгмен, учасник змагання Найсильніша людина світу (найвище досягнення: 3-тє місце у 1985 році).
У ранньому віці цікавився копанкою, у важку атлетику прийшов порівняно пізно — у 29 років (1981 рік). У 1982 році почав змагатися як паверліфтер, виграв національний чемпіонат Голландії у 1983-му і зайняв перше місце на чемпіонаті світу з паверліфтингу у 1985 році в класі IPF + 125 кг. Де Вроґд став першим європейцем, абсолютний максимум (присідання, вивага лежачи і мертве зведення) якого склав 1000 кілограмів (присідання зі штангою — 420 кг). Згодом, того ж року (1985-го) він додає 2,5 кг і встановлює абсолютний голландський рекорд, який тримається вже більше 25 років. За час свого змагання як стронгмена, Сііз мав приблизно сталі фізичні показники — зріст 185 см) і вага 142 кг.

## Смерть
У 1998 році помер внаслідок гострого інфаркту міокарда.

## Нагороди
- 2-ге місце у змаганні Найсильніша людина Нідерландів
- 3-тє місце у змаганні Найсильніша людина світу